# 2-Chlor-2-methylbutan
2-Chlor-2-methylbutan ist eine chemische Verbindung aus der Gruppe der aliphatischen, gesättigten Halogenkohlenwasserstoffe.

## Gewinnung und Darstellung
2-Chlor-2-methylbutan kann durch Reaktion von 2-Methyl-2-butanol mit Salzsäure gewonnen werden.

## Eigenschaften
2-Chlor-2-methylbutan ist eine leicht entzündbare, leicht flüchtige, farblose Flüssigkeit mit aromatischem Geruch, die schwer löslich in Wasser ist. Sie zersetzt sich bei Erhitzung, wobei Chlorwasserstoff, Phosgen und Dioxine entstehen können.

## Verwendung
2-Chlor-2-methylbutan wird als Lösungsmittel für die Synthese anderer Verbindungen und Pentan verwendet.

## Sicherheitshinweise
Die Dämpfe von 2-Chlor-2-methylbutan können mit Luft ein explosionsfähiges Gemisch (Flammpunkt −9 °C, Zündtemperatur 345 °C) bilden.